# Giovana Bombom
Giovana Frazão, conhecida como Giovana Bombom (1990) é uma modelo, produtora e atriz pornográfica brasileira.

## Carreira
Nasceu no Amazonas, filha de pai baiano. Foi criada na Bahia e em São Luís, no Maranhão. Seus pais faleceram em um acidente de carro quando Bombom tinha apenas 13 anos. Fora as cicatrizes psicológicas, ela ainda tem cicatrizes na perna decorrente da trágica fatalidade.
Foi dançarina, garçonete, vigia de carros, babá e cozinheira. Aos 15 anos, se mudou para o Rio de Janeiro e depois começou a trabalhar com striptease.
Antes do pornô, trabalhou como stripper em Minas Gerais. Lá pegou o contato de uma atriz, que foi fazer show na casa noturna onde eu trabalhava.
Seu primeiro filme foi com a produtora de filmes adultos Brad Montana, no final de 2015.
Em 2018, passou a produzir filmes. Cursou Cinema com uma bolsa de estudos e produz conteúdo sobre a cultura negra para a sétima arte tradicional.

## Prêmios
| Ano  | Prêmio          | Resultado | Categoria                                                          | Fonte       |
| ---- | --------------- | --------- | ------------------------------------------------------------------ | ----------- |
| 2016 | Prêmio Sexy Hot | Venceu    | Melhor Cena de Orgia/Gang Bang (Filme: Orgia na piscina)           | [ 6 ]       |
| 2017 | Prêmio Sexy Hot | Indicada  | Melhor cena de Ménage (Filme: Uma tarde ninfo – Conto erótico)     | [ 7 ] [ 8 ] |
| 2017 | Prêmio Sexy Hot | Indicada  | Melhor atriz hétero (Filme: Quer sorvete?)                         | [ 7 ] [ 8 ] |
| 2017 | Prêmio Sexy Hot | Indicada  | Revelação do ano – hétero (Filme: A cor da pele 2)                 | [ 7 ] [ 8 ] |
| 2019 | Prêmio Sexy Hot | Venceu    | Melhor Cena de Orgia/Gang Bang (Filme: Resenha do Brad)            | [ 9 ]       |
| 2019 | Prêmio Sexy Hot | Indicada  | Melhor Atriz Homo Feminina (Filme: As aventuras de Giovana Bombom) | [ 10 ]      |
| 2019 | Prêmio Sexy Hot | Indicada  | Melhor Cena Homo Feminina (Filme: As aventuras de Giovana Bombom)  | [ 10 ]      |